# Suzie McConnell
Suzanne Theresa McConnell, coniugata Serio, detta Suzie (Pittsburgh, 29 luglio 1966), è un'ex cestista e allenatrice di pallacanestro statunitense, professionista nella WNBA.

## Carriera
È stata selezionata dalle Cleveland Rockers al secondo giro del Draft WNBA 1998 (16ª scelta assoluta).
Con gli Stati Uniti ha disputato due edizioni dei Giochi olimpici (Seul 1988, Barcellona 1992) e i Campionati mondiali del 1986.
Nell'aprile 2013 è stata assunta come allenatrice della University of Pittsburgh. È stata licenziata dopo cinque stagioni e un record di 67-87.

## Palmarès

### Giocatrice
- WNBA Newcomer of the Year (1998)
- All-WNBA First Team (1998)

### Allenatrice
- WNBA Coach of the Year (2004)